# Djerving I
Djerving I (ou Djervek Foulbe I, Ndjervek I) est une localité du Cameroun située dans l'arrondissement de Ndoukoula, le département du Diamaré et la région de l’Extrême-Nord. Elle fait partie du canton de Kola.

## Population
En 1975, la localité comptait 77 habitants, des Peuls.
Lors du recensement de 2005, on y a dénombré 201 personnes.